# 비타 (음악 그룹)
비타는 대한민국의 음악 그룹이다. 2023년 싱글 앨범 [A FRESH START]로 데뷔했다.

## 방송
- 콘테스트M4 (2024) - Top12

## 음반
- A FRESH START (2023)

## 수상
- 제31회 대한민국 문화연예대상 성인가요 신인상 (2023)